# 대한조선공사
대한조선공사(大韓造船公社)는 대한민국 교통부 산하 국영기업으로, 조선 사업을 담당했으며 발전차나 난방차 등의 철도 차량을 만들기도 했으며 한진그룹의 계열사인 한진중공업(부산광역시 영도구 태종로 233)으로 계승되고 있다.

## 설립 근거
- 대한조선공사법[2]

## 연혁
- 1937년 7월 10일 : 조선중공업 설립
- 1949년 10월 10일 : 대한조선공사로 명칭 변경
- 1956년 3월 3일 : 한국증권거래소에 주식을 상장
- 1957년 10월 5일 : 재무구조 악화에 따라 공기업인 대한조선공사를 폐지하고 주식회사 대한조선공사로 개편[3]
- 1989년 4월 17일 : 재계의 강력한 인수의사를 밝힌 한진을 비롯해 진로, 쌍용, 동부, 삼성, 선경등이 인수경쟁에 유력하다
- 1989년 5월 15일 : 한진그룹이 입찰하여 최종 인수했다.
- 1990년 6월 1일 : 주식회사 한진중공업으로 명칭 변경

## 주요 업무
- 선박과 함정의 제조 및 수리
- 기기기관과 내연기관의 제조, 거치와 수리
- 교량철탑과 철구의 조물제작
- 해난구조

## 같이 보기
- 한진중공업
- 대한해운공사